# Кресницкий, Кузьма Семёнович
Кузьма Семёнович Кресницкий (13 ноября 1925 — 12 июня 1995) — советский, белорусский режиссёр мультипликационных фильмов.
В 1941—1943 годах выступал в театре города Фрунзе. С 1948 по 1951 год — художественный руководитель и директор дома культуры в городе Токмак. С 1952 года по 1954 год преподавал математику в школе.
В 1959 году окончил Ленинградский театральный институт (режиссёрский факультет) по специальности «режиссёр драмы», и до 1962 года работал ассистентом режиссёра на киностудии «Ленфильм». С 1962 года и до 1981 года был режиссёром хроникально-документальных и научно-популярных фильмов на киностудии «Беларусьфильм», после — режиссёр анимационных фильмов.

## Фильмография
- 1977 — Листопадничек
- 1979 — Тихое болото
- 1980 — Отшельник и роза
- 1981 — Про кота, Васю и охотничью катавасию
- 1983 — Непоседа
- 1984 — Пинчер Боб и семь колокольчиков
- 1985 — Ты меня не бойся
- 1986 — Как дед за дождём ходил
- 1987 — Мальчик и лучик
- 1989 — Моя мама волшебница
- 1992 — Родственник льва